# Monroe (Indiana)
Monroe és una població dels Estats Units a l'estat d'Indiana. Segons el cens del 2000 tenia 734 habitants.

## Demografia
Segons el cens del 2000, Monroe tenia 734 habitants, 274 habitatges, i 215 famílies. La densitat de població era de 590,4 habitants/km².
Dels 274 habitatges en un 36,5% hi vivien nens de menys de 18 anys, en un 66,8% hi vivien parelles casades, en un 8,8% dones solteres, i en un 21,5% no eren unitats familiars. En el 19,7% dels habitatges hi vivien persones soles el 10,2% de les quals corresponia a persones de 65 anys o més que vivien soles. El nombre mitjà de persones vivint en cada habitatge era de 2,68 i el nombre mitjà de persones que vivien en cada família era de 3,09.
Per edats la població es repartia de la següent manera: un 27,1% tenia menys de 18 anys, un 9,4% entre 18 i 24, un 26,4% entre 25 i 44, un 21,7% de 45 a 60 i un 15,4% 65 anys o més.
L'edat mediana era de 35 anys. Per cada 100 dones de 18 o més anys hi havia 96 homes.
La renda mediana per habitatge era de 42.946$ i la renda mediana per família de 49.821$. Els homes tenien una renda mediana de 32.308$ mentre que les dones 25.750$. La renda per capita de la població era de 16.682$. Entorn de l'1,4% de les famílies i el 4% de la població estaven per davall del llindar de pobresa.

## Poblacions més properes
El següent diagrama mostra les poblacions més properes.